# Bên kia thiện ác
Jenseits von Gut und Böse (tiếng Việt: Bên kia thiện ác), phụ đề "Vorspiel einer Philosophie der Zukunft" (Tiền tấu khúc cho Triết lý của Tương lai), là một quyển sách của triết gia Đức Friedrich Nietzsche, được xuất bản lần đầu vào năm 1886.
Nó tiếp tục và mở rộng các khái niệm trong tác phẩm trước đó của ông là Zarathustra đã nói như thế, nhưng được tiếp cận từ một hướng mang tính phê bình và phản biện hơn.
Trong Jenseits von Gut und Böse, Nietzsche tấn công các triết gia cũ vì ông cho là họ thiếu khả năng phê bình nhận định và đã chấp nhận những tiền đề Thiên chúa giáo một cách mù quáng trong việc xem xét vấn đề đạo đức. Tác phẩm tiến đến nơi 'bên kia của thiện ác' khi nó bỏ lại phía sau những nền tảng đạo đức truyền thống mà Nietzsche bác bỏ để nhằm đề cao một hướng tiếp cận mang tính khẳng định, dám đối đầu với bản chất tương đối tính của kiến thức và điều kiện đầy hiểm tượng của con người hiện đại.